# 仓田蹄盖蕨
仓田蹄盖蕨（学名：Athyrium kuratae）为蹄盖蕨科蹄盖蕨属下的一个种。

## 扩展阅读
- 維基物種上的相關：仓田蹄盖蕨